# Doberlug-Kirchhain
Doberlug-Kirchhain település Németországban, azon belül Brandenburgban. Lakosainak száma 8536 fő (2023. december 31.). Doberlug-Kirchhain Finsterwalde és Heideland (Brandenburg) községekkel határos.

## Népesség
A település népességének változása:
| Lakosok száma | 8746 | 9033 | 9062 | 8633 | 9032 | 8536 |
|               | 2015 | 2017 | 2019 | 2021 | 2022 | 2023 |